# Bumbești-Pițic
Bumbeşti-Piţic é uma comuna romena localizada no distrito de Gorj, na região de Oltênia. A comuna possui uma área de 36.79 km² e sua população era de 2436 habitantes segundo o censo de 2007.